# アメリカ・スウェーデン友好通商条約
アメリカ・スウェーデン友好通商条約（アメリカ・スウェーデンゆうこうつうしょうじょうやく。英: Treaty of Amity and Commerce Between the United States and Sweden）は、1783年4月3日にフランス王国のパリで結ばれたアメリカ合衆国とスウェーデンの友好及び通商条約。
アメリカ独立戦争の終結5ヶ月前に締結された。

## 概要
アメリカ・スウェーデン友好通商条約の署名者は、アメリカのフランス及びスウェーデン全権大使であるベンジャミン・フランクリンとスウェーデンの駐仏大使グスタフ・フィリップ・クロイツ。アメリカはスウェーデンが独立戦争に関与していないことを評価し、スウェーデンは事実上、中立国として最初にアメリカ合衆国を承認した国家となった。
内容は、アメリカ・スウェーデン間の友好関係の締結と、両国の最恵国待遇の承認、全ての船舶・貨物の両国の相互保護などが取り決められた。
条約締結後、スウェーデン王グスタフ3世は2人のスウェーデン領事を任命した。この条約は、スウェーデンによるアメリカへの商圏拡大の意図を持って行われたが、後にアメリカは急激な経済発展を遂げたために、スウェーデンの恩恵のもたらすところは僅かであった。しかし両国の友好関係はその後も維持され続けることとなった。